# The Dark Knight Strikes Again
Batman: The Dark Knight Strikes Again, який також досить часто називають DK2 — комікс Френка Міллера про Бетмена у форматі міні-серії, виданий імпринтом Elseworlds, що належить DC Comics в 2001—2002 роках. Комікс є продовженням іншого коміксу Міллера, «The Dark Knight Returns», і описує повернення Брюса Вейна з підпілля після трьох років планування і навчання його послідовників.

## Історія публікацій
Комікс був виданий у форматі трьох коміксів (листопад 2001 — липень 2002), і з тих пір був перевиданий у форматі «три в одному» — у твердій та м'якій обкладинці. Також було видання «Absolute Dark Knight» (містить також і комікс «The Dark Knight Returns»). Як і у першому коміксі, історія бере свій початок у часовій лінії, що не є канонічною в поточному континуумі DC Comics.

## Сюжет
У підпіллі Бетмен (Брюс Вейн) і його юна помічниця, Дівчинка-Кішка (Керрі Келлі, Робін з «The Dark Knight Returns»), тренували армію «бетбоїв» (Batboys), щоб врятувати світ від диктаторства Лекса Лютора. Серією нападів на урядові установи солдати Бетмена звільнили кількох героїв, включаючи Атома (на роки ув'язненого в чашці Петрі), Флеша і Пластичну людину (Plastic Man).
Інші герої, такі, як Супермен, Диво Жінка і Капітан Марвел, були змушені працювати на уряд, оскільки їхні кохані були заручниками або їм погрожували.
Тим часом, напади Бетмена не залишилися не поміченими засобами масової інформації. Довгий час супергерої були заборонені, однак після звільнення вони стали завойовувати популярність серед молоді, що стало відображатися в мас медіа. На концерті поп-групи «The Superchix» Бетмен і інші герої з'являються на публіці, закликаючи своїх фанатів повстати проти деспотичного уряду.
В цей час, Question з'ясовував плани Лютора, записуючи в журнал свої спостереження. Він намагається переконати Марсіанського Мисливця (постарілого, побитого життям, і майже позбавленого сил) приєднатися до Бетмена в боротьбі проти Супермена та інших героїв, які допомагають Лютору. Незабаром вони обидва піддаються атаці людини, психологічно і зовні схожої на Джокера, але при цьому безсмертної. Мисливець жертвує своїм життям, щоб дати час Question і Зеленій Стрілі, що з'явився, щоб врятувати його. Імітатор тікає, проте незабаром вбиває інших героїв, таких як Страж, Повзун та інших героїв, які пішли у відставку.
Інопланетний монстр приземляється в Метрополісі і починає руйнувати місто. Бетмен переконує своїх союзників, що це лише спосіб виманити їх усіх з укриття і що вони не повинні відповідати на заклики про допомогу.
Супермен і Капітан Марвел б'ються з монстром. В ході сутички виявляється, що це Брейніак. Він примушує Супермена здатися, погрожуючи йому руйнуванням Кандора, зменшеного міста з Криптоніанцями, щоб зруйнувати надію людей на супергероїв. Капітан Марвел помер, захищаючи людей від загибелі, а Супермен був врятований Ларою, його дочкою від Диво-Жінки. Її ретельно ховали з народження, але зараз, коли уряд дізнався про її існування, влада хоче, щоб вона працювала на них.
Погодившись з Бетменом, що його шлях єдиновірний, Супермен, Диво-Жінка і їхня дочка приєдналися до нього. Поки Лара прикинулася, що перейшла на сторону Брейніака, Атом зміг пробратися всередину Кандора і звільнити його жителів, щоб вони разом з Ларою змогли об'єднати силу своїх лазерних поглядів і знищити Брейніака, почавши тим самим революцію. Бетмен дозволяє Лютеру себе впіймати, щоб здійснити свій план: Лютор запускає супутники, щоб знищити велику частину населення планети. Стиснувши гігантський кулак навколо Землі, Зеленим Ліхтарем знищує супутники. Лютора ж вбиває син Людини-Орла, чиї батьки були раніше вбиті Лютором. Все проходить так, як і планував Бетмен.
На шляху назад у Бет-печеру Бетмен отримує передачу від Керрі: вона була атакована тим же психом, який вбив Марсіанського Мисливця та інших героїв. Бетмен впізнає в ньому свого колишнього помічника, Діка Грейсона, першого Робіна, звільненого Бетменом багато років тому. Під час розмови з Грейсоном про спільне минуле, Бетмен відкриває люк під ногами Грейсона, що знаходиться над лавою. Грейсон видряпується вгору і вони з Бетменом починають поєдинок, у ході якого з'ясовується, що його не можливо вбити, навіть відрубавши голову. Тоді Бетмен зважується на відчайдушний крок — кидається разом з Діком в прірву, назустріч лаві. В останню мить по команді Бетмена його рятує Супермен, після чого доставляє його в Бетмобіль, до Керрі. У Бетмобілі Керрі говорить Бетмену, що шкодує на рахунок втраченої печери, але він відповідає, що це лише сувеніри, і каже їй: «Я був сентиментальним, в минулому, коли був старим.»

## Критика
«The Dark Knight Strikes Again» отримав вельми змішану оцінку критиків, і в основному — негативну. Сайт Grovel.org.uk дав коміксу дві зірки з п'яти, і заявив, що він «читається як громоподібний артилерійський залп, все димить і шумить, не вистачає нюансів». Сайт Infinity.co.uk дав коміксу змішану оцінку, і закінчив огляд словами «комікс виконаний з нахабством, але це виконання викликає лише жаль».

## Персонажі
- Бетмен: Брюс Вейн сфальсифікував свою смерть три роки тому, щоб бути Бетменом у підпіллі. Він очолює повстання проти корумпованого режиму Лекса Лютора.
- Дівчинка-кішка: Керрі Келлі (в «The Dark Knight Returns» Робін) тепер Дівчинка-кішка є помічником Бетмена і польовим командиром його послідовників.
- Лекс Лютор: керує Америкою, використовуючи для цього голограму для того, щоб приховувати свою особистість за фальшивою. Він все ще майстер-стратег, хоч вирішення його і суперечливі, і викликають втрати життів, але ці втрати він вважає необхідними для перемоги над супротивником. Під його контролем перебувають наймогутніші герої — Супермен, Капітан Марвел і Чудо-жінка.
- Брейніак: постачає Лютору засобами, щоб правити Америкою, а отже, і всієї Землею.
- Супермен: Є пішаком в руках Лекса Лютора, що тримає зменшене місто Кандор в заручниках.
- Лара: донька Супермена і Диво Жінки, з силою криптонця і військовим вихованням Амазонок. Вона невисокої думки про людей менш могутніх, ніж вона і намагається переконати свого батька стати над людьми і, можливо, навіть правити світом. В результаті Супермен розривається між цим варіантом і точкою зору його батьків, що він повинен використовувати свої сили, щоб допомагати людям, але в результаті обирає перше.
- Капітан Марвел: Старий чоловік з білим волоссям (схожими на Дядю Марвел), він все ще володіє силами, рівними силам Супермена і Диво-Жінки. Як і інші герої він обмежений у своїх можливостях, оскільки Лютор тримає в заручниках Мері, його сестру.
- Дік Ґрейсон: перший Робін і колишній партнер Бетмена, фінальний противник в історії. У цьому континуумі Робін був звільнений Бетменом роками раніше за «боягузтво і некомпетентність» і став абсолютно божевільний. Основну частину історії він прикидається Джокером, який помер у «The Dark Knight Returns». Його жертвами стали Марсіанський Мисливець, Кріпер, Страж і мало не стала Керрі Келлі. Заради помсти Бетмену ставши вельми жахливою і безглуздою особистістю, Грейсон є скоріше трагічною постаттю, ніж справжнім антагоністом.
- Атом: після звільнення з ув'язнення став першим зі старих героїв, які приєдналися до Бетмена в його боротьбі.
- Флеш: Через погрози його дружині, Айріс, Баррі Аллен був змушений бігати в гігантському електричному генераторі, поставляючи третину електрики Америці, поки не був звільнений Дівчинкою-Кішкою і Атомом. Айріс також була звільнена.
- Elongated Man: Ральф Дібні рекламував секс-наркотик для людей на телебачення, проте потім приєднався до Бетмена.
- Plastic Man: врятований з Аркхема, приєднується до Бетмена в його хрестовому поході. З комікса випливає, що у нього щось на зразок суперництва Elongated Man, що володіє схожими силами.
- Зелена стріла: Олівер Квін був частиною команди Бетмена ще з «The Dark Knight Returns».
- Зелений Ліхтар: Хел Джордан тепер живе зі своєю інопланетної сім'єю, і не втручається у справи на Землі. Він повертається на Землю на прохання Бетмена, єдиного, кому він довіряє достатньо, щоб піти на це.
- The Question: хоча він і продовжує боротися зі злочинністю подібно Бетмену, Вік Сейдж, схоже, воліє працювати один, хоча він і намагався завербувати Марсіанського Мисливця. Його завданням було збирати інформацію про Лютора і всіх його співробітників.
- Марсіанський Мисливець: жертва наноботів, що позбавили його майже всіх його сил включаючи здатність ставати людиною. Він повернув свої здатність передбачати майбутнє, яку він використовував, щоб допомагати The Question.
- Хлопчик-орел: Син Людини-Орла, він і його сестра були виховані в дощових лісах Коста-Рики. Коли їх батьки були вбиті військовим ударом Лютора, Хлопчик-Орел вирішив піти шляхом помсти. Бетмен допомагає йому досягти мети.